# Gonomyia (Leiponeura) basistylata
Gonomyia (Leiponeura) basistylata is een tweevleugelige uit de familie steltmuggen (Limoniidae). De soort komt voor in het Neotropisch gebied.